# Martín Arenas Jara
Martín Nicolás Arenas Jara (Valparaíso, Chile, 23 de enero de 1997) es un futbolista chileno. Juega de delantero y actualmente es Agente libre.

## Trayectoria
Formado desde pequeño en las divisiones inferiores del Santiago Wanderers de Valparaíso, logró ser goleador del campeonato en tres categorías diferentes siendo tentado a entrenarse en el Tottenham Hotspur.
En la última fecha del Clausura 2014, daría la sorpresa al ser convocado, por el técnico Héctor Robles al primer equipo, donde estuvo a punto de ingresar, como tercer cambio frente a Deportes Antofagasta, pero no alcanzaría hacerlo.
En el año 2015 fue traspasado al Juvenil A de Villarreal Club de Fútbol con un contrato hasta 2018, tomando prontamente un lugar en las oncenas del equipo, e inclusive, entrenando cada cierto tiempo junto al elenco adulto.
En 2017 fue anunciado como nuevo refuerzo de Universidad de Chile. No jugó ningún partido, siendo cedido a Magallanes, quien luego lo firmó como jugador libre.
En 2022, es anunciado como refuerzo de Deportes Melipilla. En julio de 2022, es cedido a Lautaro de Buin.

## Selección nacional
Ha sido internacional con la Selección de fútbol de Chile siendo convocado al equipo sub-15 para enfrentar el Campeonato Sudamericano Sub-15 de 2011 en Uruguay donde su selección quedaría eliminada en primera fase y él solo llegaría a disputar un encuentro sin convertir goles. Después ha sido convocado a selecciones sub-16 y sub-17 sin llegar a disputar torneos relevantes. J

## Clubes
| Club                       | País  | Año       |
| -------------------------- | ----- | --------- |
| Universidad de Chile       | Chile | 2017      |
| → Magallanes               | Chile | 2018      |
| Magallanes                 | Chile | 2019-2021 |
| Deportes Melipilla         | Chile | 2022-Act. |
| → Lautaro de Buin (cedido) | Chile | 2022-Act. |